# 571e Volksgrenadier Division
La 571e Volksgrenadier Division est une division d'infanterie allemande de la Seconde Guerre mondiale. Elle n'existe que quelques mois sous ce nom lors de sa période d'entraînement avant d'être renommée, pour devenir la 18e Volksgrenadier Division, en absorbant des éléments issus de la 18e Division de campagne de la Luftwaffe ainsi que de la Kriegsmarine,. Les hommes de la division combattent ensuite dans la bataille des Ardennes. 

## Commandant
- Generalmajor Günther Hoffmann-Schönborn

## Composition
- Grenadier-Regiment 1171
- Grenadier-Regiment 1172
- Grenadier-Regiment 1173
- Artillerie-Regiment 1571
- Divisionseinheiten 1571